# Copris basipunctatus
Copris basipunctatus är en skalbaggsart som beskrevs av Vladimir Balthasar 1942. Copris basipunctatus ingår i släktet Copris och familjen bladhorningar. Inga underarter finns listade i Catalogue of Life.